# Atmosfærisk støj
Atmosfærisk støj eller atmosfærisk radiostøj er radiobølgestøj, som funktion af frekvensen, der modtages af radioantenner, grundet støj i atmosfæren (se figur, sorte kurver).
Denne støj er også influeret af solens solfakler og solpletters udsendte solvind, som inducerer plasma i de øvre dele af atmosfæren, der kan reflektere radiobølger (indvirker på de sorte kurver).
Atmosfærisk støj er radiostøj forårsaget af naturlige atmosfæriske processer, primært lynudladninger i tordenvejr. På verdensplan er der omkring 40 lyn i sekundet - ≈3,5 millioner lynudladninger per døgn.

## Historisk
I 1925 begyndte AT&T Bell Laboratories at undersøge kilderne til støj i sin transatlantiske radiotelefontjeneste.
Den 22-årige forsker Karl Jansky påtog sig opgaven. I 1930 blev en radioantenne til en bølgelængde på 14,6 meter (20,55 MHz) konstrueret i Holmdel Township, New Jersey, for at måle støjen i alle retninger. Jansky genkendte tre kilder til radiostøj. Den første (og stærkeste) kilde var lokale tordenvejr. Den anden kilde var svagere støj fra fjernere tordenvejr. Den tredje kilde var et stadig svagere sus, der viste sig at være galaktisk støj fra centrum af Mælkevejen. Janskys forskning gjorde ham til radioastronomiens fader.
I begyndelsen af 1950'erne blev en matematisk model af lyn og tordenvejrs indvirkning på udsendelser udgivet af S. V. C. Aiya.

## Lyn
Atmosfærisk støj er radiostøj forårsaget af naturlige atmosfæriske processer, primært lynudladninger i tordenvejr. Det er hovedsageligt forårsaget af sky-til-jord-lyn, da strømmen er meget stærkere end sky-til-sky-lyn. På verdensplan forekommer ca. 3,5 millioner lyn dagligt. Det betyder, at der er omkring 40 lyn i sekundet.
Summen af alle disse lyn resulterer i atmosfærisk støj. Det kan observeres med en radiomodtager i form af; en kombination af hvid støj (kommer fra fjerne tordenvejr) og impulsstøj (kommer fra nærmere tordenvejr). Strømsummen varierer med årstider og nærhed af tordenvejrscentre.
Selvom lyn har en bredspektret emission, stiger dens signalstyrke med faldende frekvens. Ved meget lav frekvens og lav frekvens dominerer atmosfærisk støj derfor ofte, mens ved høj frekvens dominerer menneskeskabt støj i byområder.

## Undersøgelse
Fra 1960'erne til 1980'erne blev der gjort en verdensomspændende indsats for at måle den atmosfæriske støj og dennes variationer. Resultater er blevet dokumenteret i CCIR-rapport 322. CCIR 322 leverede sæsonbestemte verdenskort, der viser de forventede værdier af den atmosfæriske støjtal Fa ved 1 MHz i løbet af fire timers blokke af dagen. Et andet sæt diagrammer relaterer Fa ved 1 MHz til andre frekvenser. CCIR Report 322 er blevet afløst af ITU P.372 publikation.